# Павия (провинция)
Павия (на италиански: Provincia di Pavia) е провинция в Италия, в региона Ломбардия.
Площта ѝ е 2965 км², а населението – около 527 000 души (2007). Провинцията включва 186 общини, административен център е град Павия.

## Административно деление
Провинцията се състои от 186 общини:
- Павия
- Аланя
- Албаредо Арнаболди
- Албонезе
- Албуцано
- Арена По
- Бадия Павезе
- Банярия
- Барбианело
- Баскапе
- Бастида Панкарана
- Батуда
- Белджойозо
- Берегуардо
- Бознаско
- Боргарело
- Борго Приоло
- Борго Сан Сиро
- Боргорато Мормороло
- Борнаско
- Брало ди Прегола
- Бреме
- Бресана Ботароне
- Брони
- Вал ди Ница
- Вале Ломелина
- Вале Салимбене
- Валеджо
- Варци
- Велецо Ломелина
- Велецо Белини
- Верето
- Веруа По
- Виджевано
- Видигулфо
- Вила Бискоси
- Виланова д'Арденги
- Вилантерио
- Вистарино
- Вогера
- Волпара
- Галиавола
- Гамбарана
- Гамболо
- Гарласко
- Годиаско Саличе Терме
- Голференцо
- Гравелона Ломелина
- Гропело Кайроли
- Джеренцаго
- Джусаго
- Дзаватарело
- Дзеконе
- Дземе
- Дзеневредо
- Дзербо
- Дзерболо
- Дзинаско
- Дорно
- Инверно и Монтелеоне
- Кава Манара
- Казанова Лонати
- Казатизма
- Казей Джерола
- Казорате Примо
- Калвиняно
- Кампоспинозо
- Кандия Ломелина
- Кането Павезе
- Карбонара ал Тичино
- Касолново
- Кастана
- Кастеджо
- Кастелето ди Брандуцо
- Кастело д'Агоня
- Кастелновето
- Киньоло По
- Кодевила
- Коли Верди
- Конфиенца
- Копиано
- Корана
- Корвино Сан Куирико
- Корнале и Бастида
- Кортеолона и Дженцоне
- Коста де' Нобили
- Коцо
- Кура Карпиняно
- Лангоско
- Ландриано • Лардираго
- Линароло
- Лирио
- Ломело
- Лунгавила
- Магерно
- Марцано
- Марчиняго
- Меде
- Медзана Били
- Медзана Рабатоне
- Медзанино
- Менконико
- Мирадоло Терме
- Монталто Павезе
- Монтебело дела Баталя
- Монтекалво Версиджа
- Монтесегале
- Монтескано
- Монтичели Павезе
- Монту Бекария
- Морнико Лозана
- Мортара
- Никорво
- Олевано ди Ломелина
- Олива Джеси
- Отобиано
- Палестро
- Панкарана
- Парона
- Пиеве Албиньола
- Пиеве дел Кайро
- Пиеве Порто Мороне
- Пиетра де' Джорджи
- Пинароло По
- Пицале
- Понте Ница
- Порталбера
- Реа
- Редавале
- Реторбидо
- Риванацано Терме
- Робеко Павезе
- Робио
- Ровескала
- Розаско
- Рока де' Джорджи
- Рока Сузела
- Романиезе
- Роняно
- Ронкаро
- Сан Дамиано ал Коле
- Сан Дженезио ед Унити
- Сан Джорджо ди Ломелина
- Сан Дзеноне ал По
- Сан Мартино Сикомарио
- Сан Чиприано По
- Санадзаро де' Бургонди
- Сант'Алесио кон Виалоне
- Сант'Анджело Ломелина
- Санта Кристина и Бисоне
- Санта Джулета
- Санта Маргерита ди Стафора
- Санта Мария дела Верса
- Сартирана Ломелина
- Семиана
- Силвано Пиетра
- Сициано
- Скалдасоле
- Сомо
- Спеса
- Страдела
- Суарди
- Тораца Косте
- Торе Берети и Кастеларо
- Торе д'Арезе
- Торе д'Изола
- Торе де' Негри
- Торевекиа Пия
- Торичела Вердзате
- Травако Сикомарио
- Триволцио
- Тромело
- Трово
- Ферера Ербоньоне
- Филигера
- Фортунаго
- Фраскароло
- Черанова
- Червезина
- Черето Ломелина
- Черняго
- Чертоза ди Павия
- Чечима
- Чигоньола
- Чилавеня